# UAEM
Universities Allied for Essential Medicines (UAEM) er en studenterforening, som arbejder for bedre adgang til medicin i lav- og mellemindkomstlande, og for at øge niveauet af forskning i og udvikling af medicin mod oversete, tropiske sygdomme (NTD’s).
UAEM arbejder I øjeblikket med student- og fakultetsgrupper fra hele USA, Europa og Canada, med henblik på at koordinere indsatsen for mere bevidste forsknings-, licenstagnings- og patenteringsbeslutninger på universiteter.
UAEM samler ekspertgrupper på områderne intellektuel ejendom (IP), teknologioverførsel (technology transfer), farmaceutisk forskning og produktudvikling (R&D), og sundhedsformidling i ressourcefattige områder, for på den måde at skabe kreative, nye tilgange til at forbedre udvikling og distribuering af offentlige sundhedsmidler.
Til dato har UAEM indkaldt adskillige ekspertgrupper, med det formål at konstruere licenspolitiske dokumenter, som universiteter kan udnytte i forbedring af deres effektivitet indenfor bedre global, offentlig sundhed.
Den 4. April 2013 annoncerede UAEM den første rapport om universiteters indflydelse på den globale sundhed (University Global Health Impact Report Card). Rapporten evaluerede 54 institutioner I USA og Canada og anbefalede en stor andel af skolerne, at forbedre deres indsats betragteligt.

I Danmark har UAEM to aktive afdelinger. De har holdt debatter både under folketingsvalget i 2019, samt under folkemødet. UAEM Danmark mødes jævnligt med politikere, ledelserne på danske universiteter, forskere og patientforeninger. UAEM Danmark har også deltaget i forskellige FN og EU konferencer. Man kan følge deres arbejde på UAEM Denmark facebook siden og @uaemdk på twitter. 

## Afdelinger
UAEM har afdelinger på følgende skoler:
- Aarhus Universitet (Danmark)
- Københavns Universitet (Danmark)
- Université de Bordeaux (Frankrig)
- Université de Genève (Schweitz)
- Université de Lausanne (Schweitz)
- Université de Fribourg (Schweitz)
- Université de Bâle (Schweitz)
- American University
- Binghamton University
- Boston University
- Case Western Reserve University
- Central Michigan University
- Columbia University
- Charite Berlin (Tyskland)
- Cornell University
- Dartmouth College
- Duke University
- Emory University
- Florida State University College of Law
- Harvard University
- Heidelberg University (Tyskland)
- Indiana University
- Jefferson Medical College
- Johns Hopkins University
- Ludwig Maximilian University of Munich (Tyskland)
- Maastricht University
- McGill University
- Medical University of Vienna (Østrig)
- New York Law School
- Norwegian University of Science and Technology (Norge)
- Queen's University
- Rush Medical School
- Saint Michael’s College
- Stanford University
- Tri-I (Weill Cornell/Rockefeller/Sloan Kettering)
- Tufts University
- University of Alberta
- University of Bergen (Norge)
- University of Bristol (Storbritannien)
- University of British Columbia
- University of California - Berkeley
- University of California - Irvine
- University of California - Los Angeles
- University of California - San Diego
- University of Chicago
- University of Cincinnati
- University of Edinburgh
- University of Florida
- University of Groningen
- University of Illinois, Chicago
- University of Manitoba
- University of Maryland
- University of Massachusetts
- University of Michigan-Ann Arbor
- University of North Carolina - Chapel Hill
- University of Oslo (Norge)
- University of Pennsylvania
- University of Southern California
- University of Toronto
- University of Utrecht
- University of Vermont
- University of Washington
- University of Western Australia (Australien)
- University of Wisconsin
- Washington University in St. Louis
- Wesleyan University
- Wright State Boonshoft School of Medicine
- WWU Münster (Tyskland)
- Yale University

## Eksterne kilder
- Medical students as champions for social justice